# Дордоња
Дордоња (фр. Dordogne) департман је у западној Француској. Припада региону Нова Аквитанија, а главни град департмана (префектура) је Периге. Департман Дордоња је означен редним бројем 24. Његова површина износи 9.061 км². По подацима из 2011. године у департману Дордоња је живело 415.168 становника, а густина насељености је износила 46,2 становника по км²
Овај департман је административно подељен на:
- 4 округа
- 50 кантона и
- 557 општина.

## Демографија
| 2011.   |
| ------- |
| 415.168 |